# Corpus Barga
Andrés García de Barga i Gómez de la Serna, conegut pel pseudònim Corpus Barga (Madrid, 1887 - Lima, 1975), va ser un poeta, narrador, assagista i periodista espanyol.

## Biografia
Va néixer a Madrid en el si d'una família burgesa, el seu pare, Félix García de Barga, va ser vicepresident primer de les les Corts i ell era tiet de Ramón Gómez de la Serna. Va estudiar Enginyeria de Mines però va abandonar la carrera per dedicar-se al periodisme des de l'any 1906. La seva ideologia el va portar a publicar sempre en la premsa republicana, com els diaris El País, El Radical, etcètera, i de la mateixa manera les seves idees el van portar a freqüentar la tertúlia literària del Cafè de Levante. Als 17 anys va publicar el seu primer llibre de poemes: Cantares (1904).
Entre 1914 i 1948 va residir a París com a corresponsal, fent bastants viatges des de 1920, sobretot a Itàlia. Va mantenir intenses relacions amb escriptors com Pío Baroja i Ramón María del Valle-Inclán. Gràcies a Ortega y Gasset va començar a escriure per al diari El Sol, on va col·laborar assíduament fins a l'any 1928 i fins i tot va arribar-ne a ser el director. També va col·laborar en altres periòdics i revistes com Revista de Occidente i La Nación de Buenos Aires. L'any 1930, el diari La Nación on treballava el va enviar a Berlín i al maig del mateix any va viatjar en el Graf Zeppelin realitzant la ruta Berlín-Sevilla-Pernambuco-Baltimore i enviant cròniques sobre el viatge.

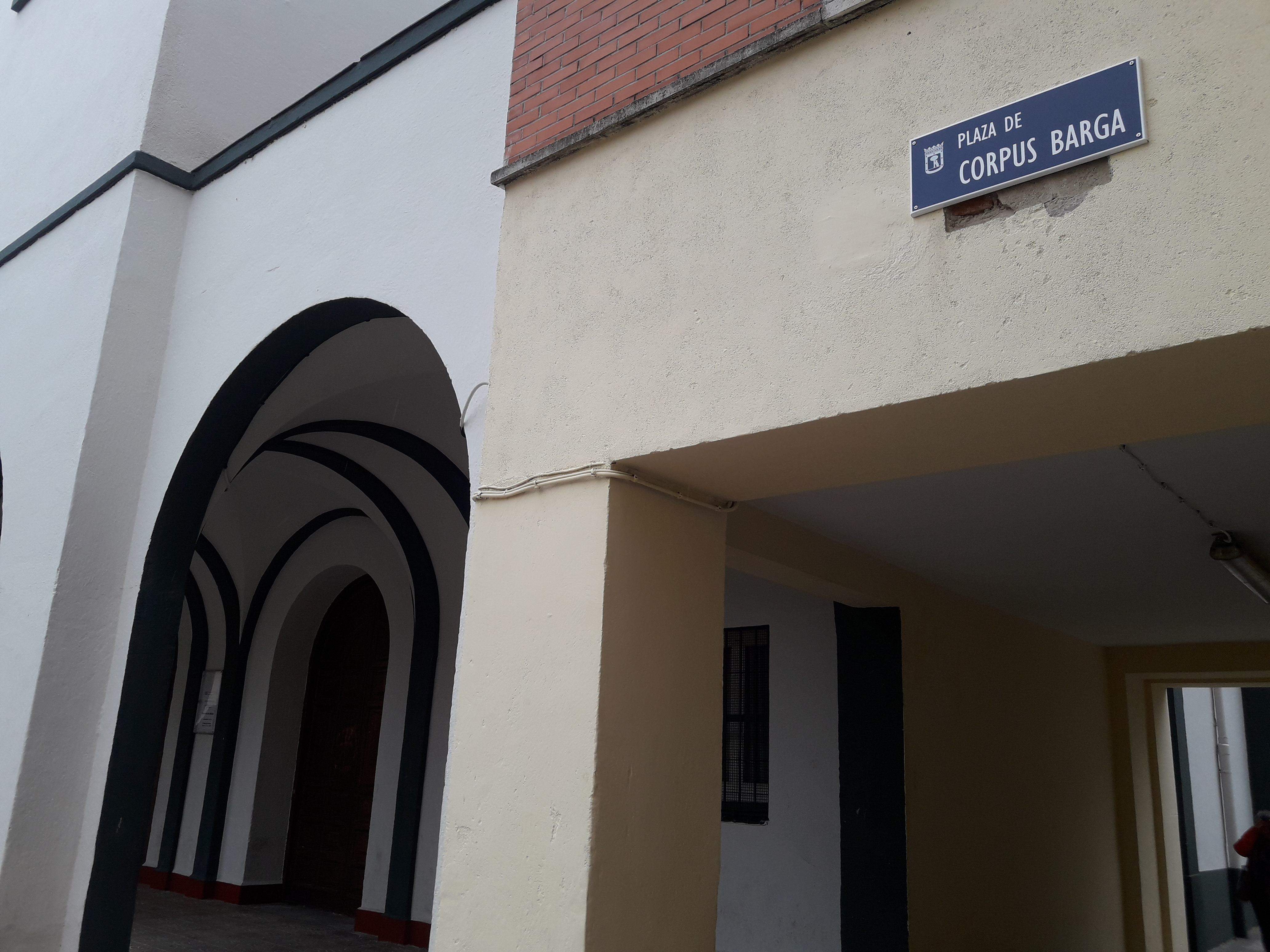
Carrer de Corpus Barga a Madrid (fins 2018, carrer del Governador Carlos Ruiz).

Va ser un actiu propagandista de la causa republicana durant la Guerra Civil espanyola i va participar en la compra d'avions francesos per a l'exèrcit, per la qual cosa es va veure forçat a exiliar-se l'any 1939 amb l'escriptor Antonio Machado, al que va ajudar a travessar la frontera i va acompanyar fins a Cotlliure, on aquest va morir.

L'any 1948 es va instal·lar a Lima (Perú) i va dirigir allí l'Escola de Periodisme de la Universitat de Sant Marcos. Va col·laborar en nombroses revistes editades pels exiliats. 

## Obra
- Cantares, poemas (1904).

- Clara babel (1906), relatos.

- La vida rota (1908 y 1910), novel·la en dos volums que va ser reescrita i editada amb el títol: Los galgos verdugos (1973). Premi de la Crítica

- Pasión y muerte. Apocalipsis (1930)

- La baraja de los desatinos (1968)

- Fuegos fugitivos. Antología de artículos de Corpus Barga (1949-1964), comp. M.Velázquez, Universidad Nacional Mayor de San Marcos, Lima, 2003.

- Los pasos contados, memories 1963-1973, conté: 
  - Mi familia. El mundo de mi infancia (1963)
  - Puerilidades burguesas (1965) 
  - Las delicias (1967)
  - Los galgos verdugos (1973)

- Contando sus pasos. Primer viaje a América (La vida rota, segunda parte) i altres texts inèdits, introd. Isabel del Alamo Triana, Pre-Textos, Valencia, 1997.

- Paseos por Madrid, Alianza Editorial, Madrid, 2002